# Красногорье (Тульская область)
Красногорье — село в Плавском районе Тульской области России.
В рамках административно-территориального устройства является центром Частинского сельского округа Плавского района, в рамках организации местного самоуправления включается в Пригородное сельское поселение.

## География
Расположено в 13 км к западу от города Плавска, в 61 км к юго-западу от центра Тулы.

## Население
| 2002 | 2010 |
| ---- | ---- |
| 318  | ↘307 |

Население — 307 чел. (2010).